# Charlotte Wolff
Charlotte Wolff (Riesenburg, 30 septembre 1897 – Londres, 2 septembre 1986) est une sexologue et chirologue allemande.

## Biographie

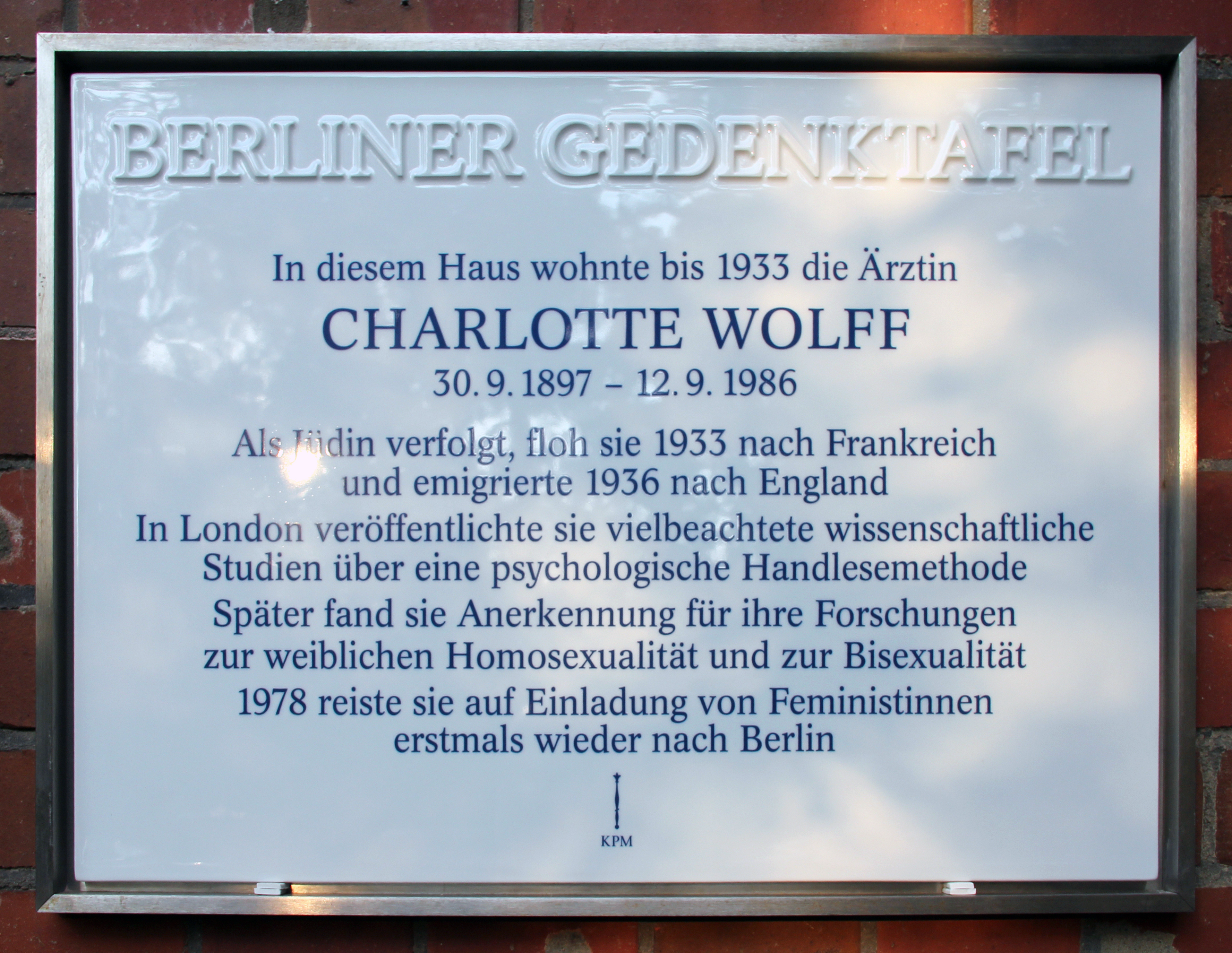
Plaque commémorative au Laubenheimer Str 10 (Wilmd) où a vécu Charlotte Wolff.

Née près de Dantzig dans une famille allemande aux origines juives, Charlotte Wolff fait des études de médecine à Fribourg et Berlin. A Fribourg, elle suit les cours de Husserl et Heidegger. Recevant son diplôme de docteur en 1928, elle commence à travailler à Berlin. Elle y découvre l'émergence du mouvement de libération gay et rencontre le sexologue Magnus Hirschfeld.
En 1933, elle décide de  fuir l'Allemagne à cause de l'antisémitisme, et gagne Paris. Elle y développe son étude psychologique de la main ou « chirologie ». Elle rencontre les surréalistes et se lie avec André Breton, Paul Éluard, Marcel Duchamp… En 1936, sur l'invitation de Maria et Aldous Huxley, elle se rend à Londres où elle rencontre Virginia Woolf, T. S. Eliot, George Bernard Shaw, et son compatriote Thomas Mann.
Elle se fixe définitivement à Londres. Membre de la British Psychological Society, elle écrit de nombreux livres de psychiatrie, en particulier sur l'homosexualité féminine (elle était elle-même lesbienne) et la bisexualité. Ces ouvrages sont fondés sur de nombreux témoignages, considérés avec un respect encore peu habituel. Elle a aussi longuement correspondu avec la romancière Christa Wolf.